# Drain

Drain este o comună în departamentul Maine-et-Loire, Franța. În 2009 avea o populație de 1,877 de locuitori.